# Batavierenpad
Der Batavierenpad (deutsch „Bataverpfad“; amtlich F173) ist ein Radschnellweg im Süden der niederländischen Provinz Gelderland, der in zwei Strecken gegliedert ist. Die nördliche Route führt von Beuningen über Weurt und den Maas-Waal-Kanal in die Nähe des Hauptbahnhofes von Nijmegen, die südliche Variante verläuft ebenfalls von Beuningen aus durch die Bezirke Lindenholt und Nijmegen-Nieuw-West nach Nijmegen-Midden nahe der Radboud-Universität.

## Bau
Bei dem Radschnellweg handelt es sich um keine Neuanlage, sodass in der Bauphase keine neuen Wege angelegt werden mussten. Dennoch wurden einige Baumaßnahmen nötig: So wurden die Radwege verbreitert und erneuert, wobei sie eine neue, rote Wegdecke erhielten. Darüber hinaus wurden die Straßenkreuzungen nach Möglichkeit so angelegt, dass Radfahrer bevorrechtigt sind. Die Gesamtkosten für die Verbesserung beider Strecken betrug rund 7,6 Millionen Euro. Am 11. September 2017 wurde der Radschnellweg von den Beigeordneten Piet de Klein (Gemeinde Beuningen) und Harriët Tiemens (Gemeinde Nijmegen) sowie der Deputierten der Provinz Gelderland, Connie Bieze, und dem Vertreter des Fietsersbond, Wim Bot, eröffnet.

## Bilder

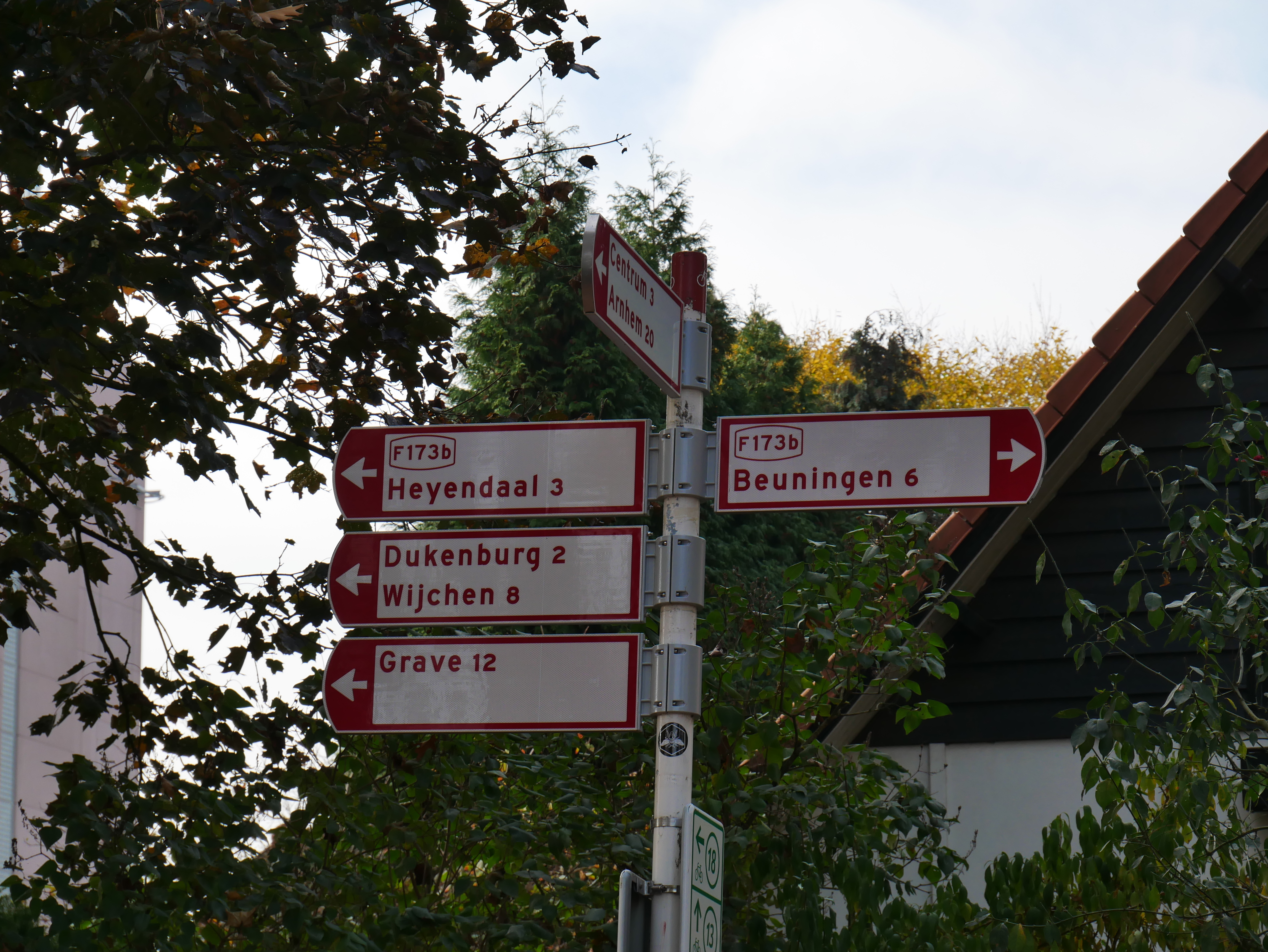
Streckenbeschilderung
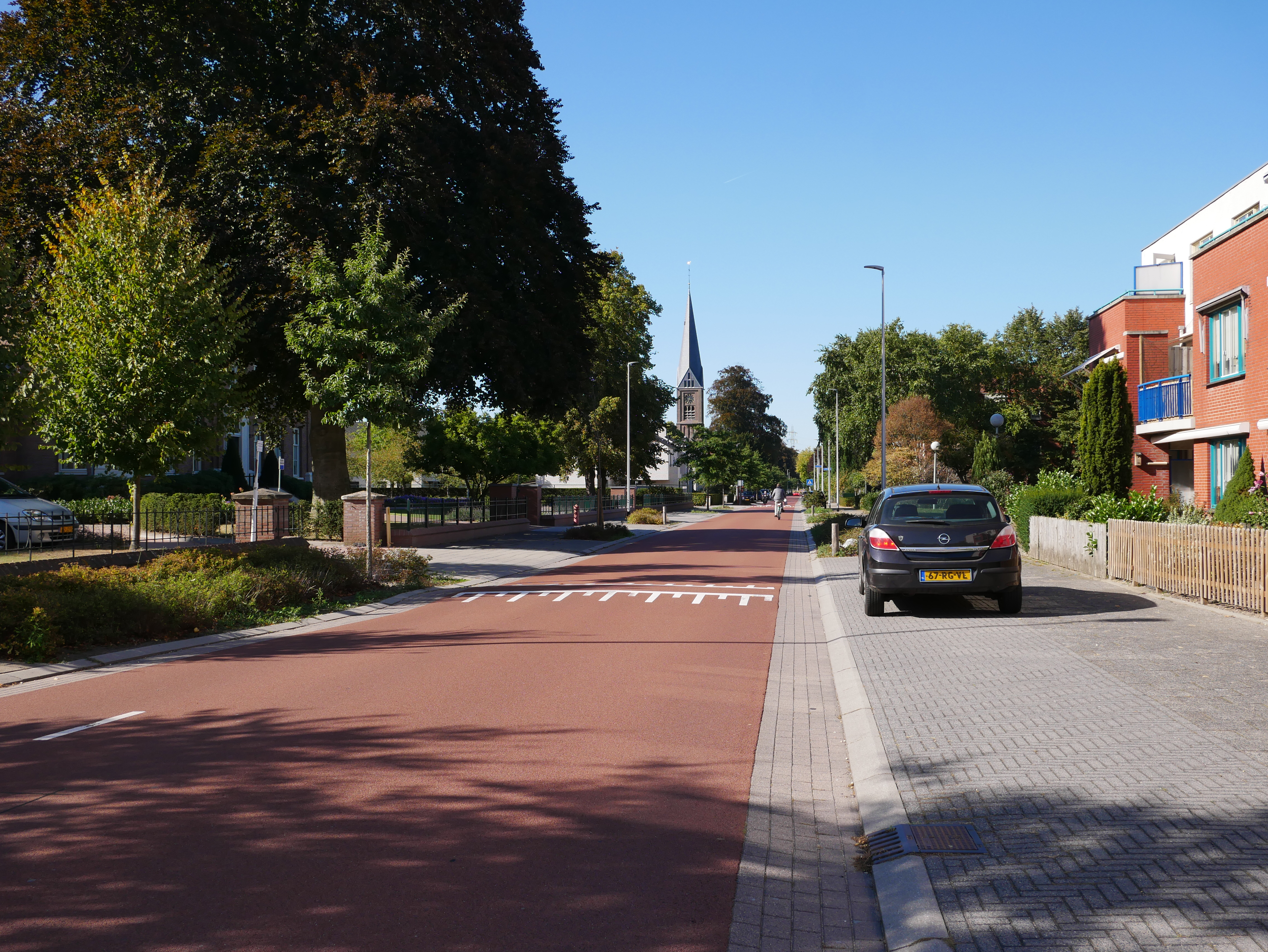
Dennenstraat als Teil des Radschnellweges „Batavierenpad“ in Nijmegen-Nieuw-West
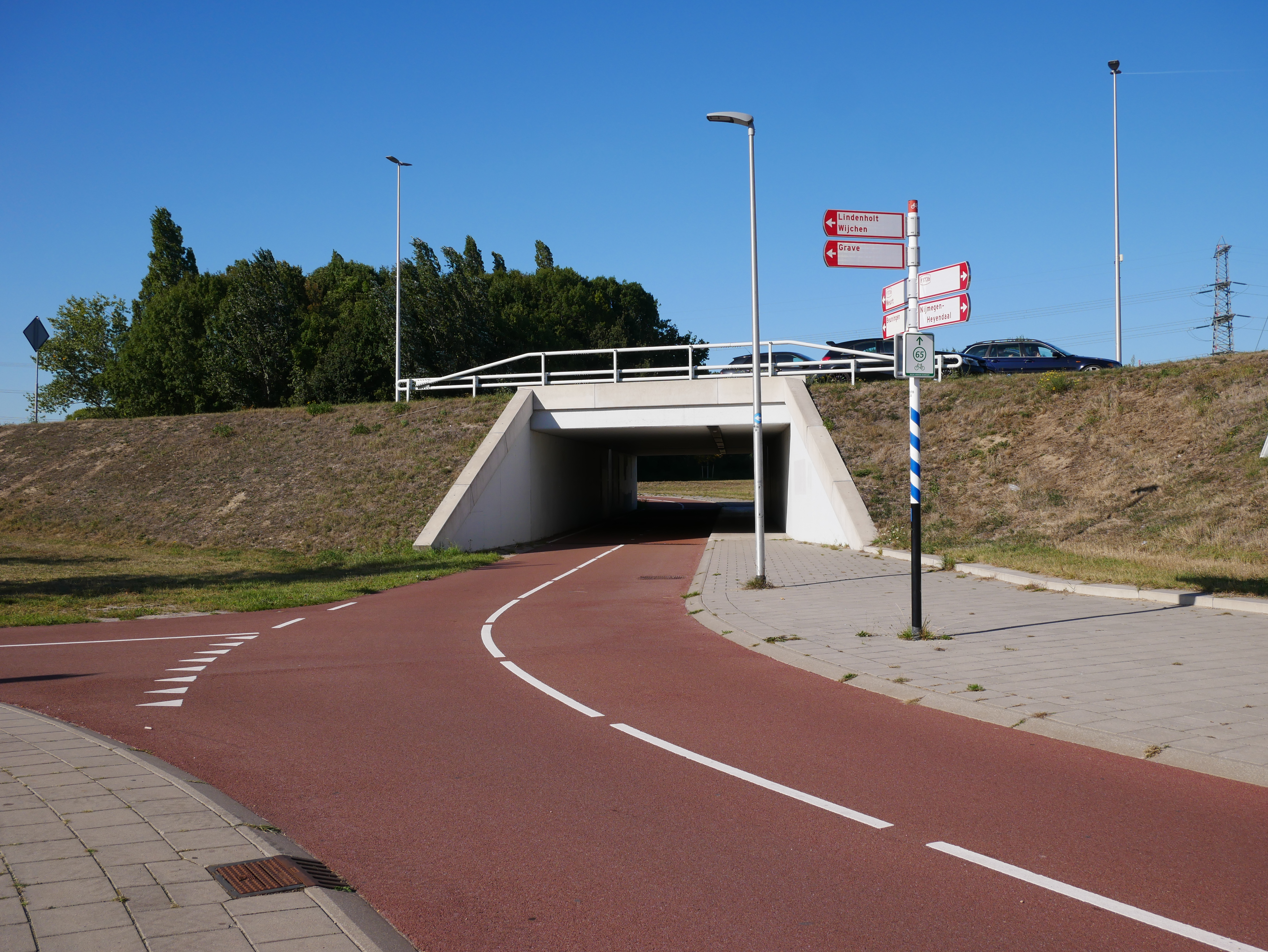
Fahrradtunnel unterhalb des Neerbosscheweg in der niederländischen Provinz Gelderland
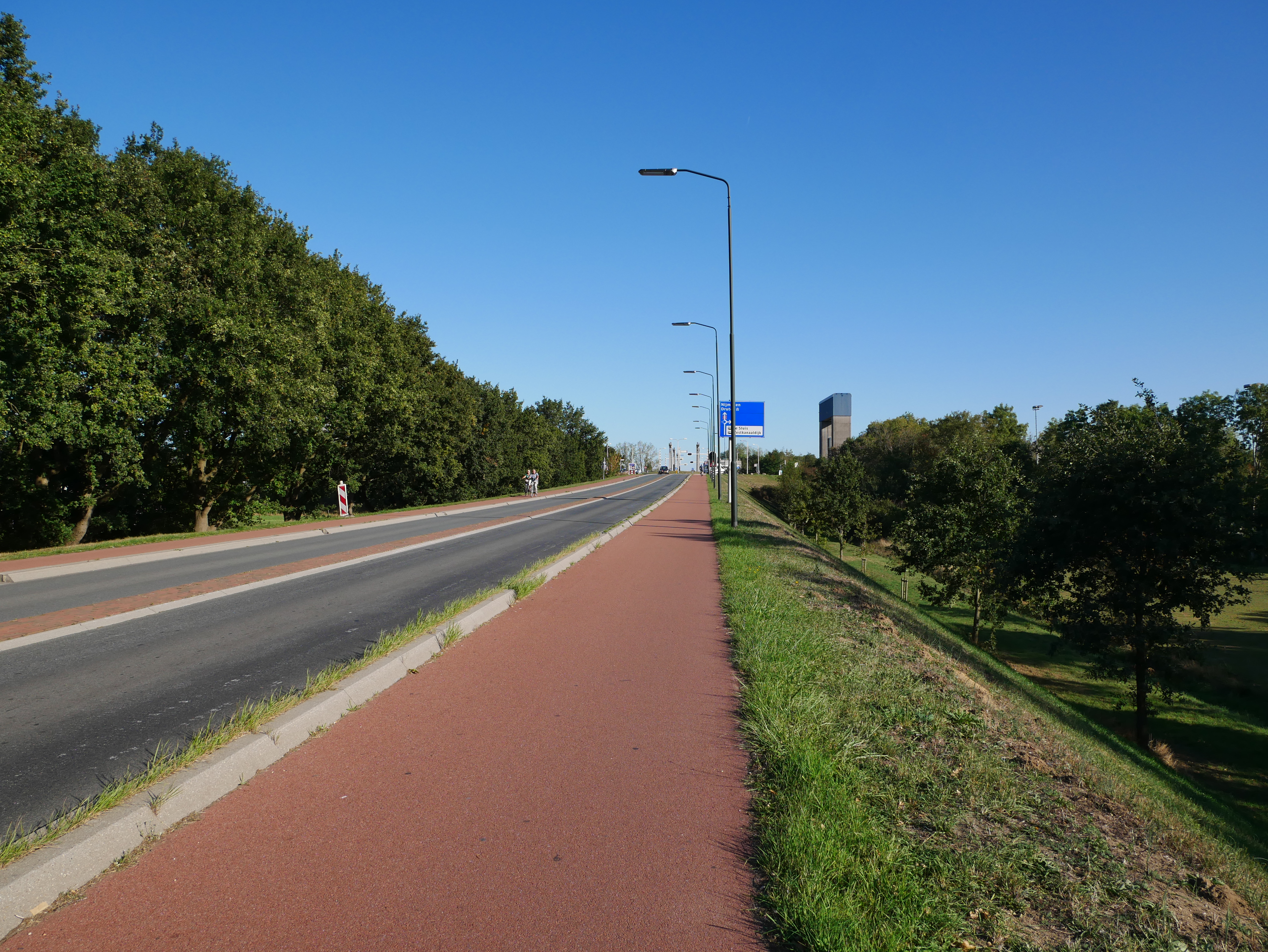
Streckenabschnitt des Radschnellweges „Batavierenpad“ über den Van Heemstraweg in Weurt